# Wolsztyn
Wolsztyn (niem. Wollstein) – miasto w Polsce w województwie wielkopolskim, siedziba powiatu wolsztyńskiego i gminy miejsko-wiejskiej Wolsztyn. Położony jest w zachodniej części województwa nad rzeką Dojcą, 72 km na południowy zachód od Poznania.
W latach 1975–1998 miasto administracyjnie należało do województwa zielonogórskiego.
Według danych BIP z 31 grudnia 2023, miasto liczyło 11 630 mieszkańców.
Prywatne miasto szlacheckie lokowane w 1458 roku położone było w XVI wieku w województwie poznańskim.

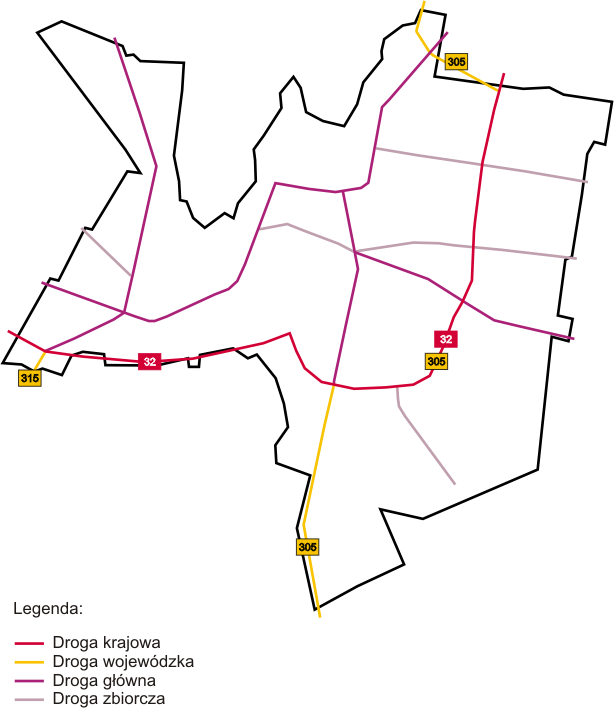
Sieć dróg miasta Wolsztyn

## Historia
Pierwsze ślady osadnictwa i działalności człowieka na terenie ziemi wolsztyńskiej pochodzą z okresu kultury wczesnołużyckiej, o czym świadczą znalezione tam naczynia gliniane. Przypuszcza się, że w rejonie ujścia Dojcy do Jeziora Berzyńskiego istniało w IX–X wieku obronne grodzisko. Pierwsze dokumenty mówiące o tym terenie pochodzą dopiero z połowy XII wieku. Około 1285 powstała osada, którą założyli cystersi z pobliskiego klasztoru w Obrze i która rozwinęła się lepiej niż Niałek Wielki i Komorowo (włączone do miasta).
Początki Wolsztyna związane są z handlem wełną, a także z produkcją sukna i sukiennictwem. W ciągu wieków nawiedzały miasto klęski żywiołowe – pożary i epidemie – z których najgroźniejsze wybuchły w latach: 1469, 1630, 1710 i 1810 r.
U schyłku XVIII wieku Wolsztyn liczył ponad półtora tysiąca mieszkańców. Wśród nich najwięcej było kupców, młynarzy, piwowarów i szewców. Pod koniec stulecia ten pomyślny dla miasta stan gospodarczy uległ zmianie.

### Zabory Polski
Rok 1793, a z nim II rozbiór Polski zmienił sytuację Wolsztyna. Miasto weszło w granice Królestwa Pruskiego pod nazwą Wollstein. Oznaczało to oderwanie go od dotychczasowego zaplecza, jakim były dlań ziemie Rzeczypospolitej.
W roku 1811 miasto liczyło 1810 mieszkańców (224 domy). 26 lat później (1837) spis urzędowy wykazał 2587 osób (w tym 834 Żydów). Ludność niemiecka trzykrotnie przewyższała polską. Miasto należało do Apolinarego Gajewskiego i miało trzy szkoły, dwa szpitale, kościół katolicki, kościół ewangelicki (z superintendentem) oraz synagogę. Budowę kościoła ewangelickiego i synagogi współfinansował rząd pruski. W mieście urzędował sąd ziemsko-miejski oraz landrat powiatu Bomst. Zajęciem wolsztynian było tkactwo, garbarstwo i sukiennictwo.
W II poł. XIX posiadające mieszany charakter etniczny miasto stało się areną nasilających się, urzędowych nacisków germanizacyjnych. Na skutek działalności Hakaty zmniejszył się stan posiadanej w rękach polskich ziemi.
W czasie powstania wielkopolskiego oddziały polskie w sile 800 powstańców przejęły kontrolę nad miastem 5 stycznia 1919. W tym samym roku powstał powiat wolsztyński.
W okresie międzywojennym w miejscowości stacjonował komisariat Straży Granicznej i placówka II linii SG „Wolsztyn”.

### II wojna światowa
W czasie II wojny światowej z miasta wysiedlono większość Polaków do Generalnego Gubernatorstwa, a w zamian sprowadzono Niemców w ramach akcji kolonizacyjnej Heim ins Reich. Na terenie miasta (w dzielnicy Komorowo) znajdowały się obozy pracy i obozy jenieckie. Okupację niemiecką Wolsztyna zakończyło wkroczenie w dniu 26 stycznia 1945 oddziałów 7 samodzielnego korpusu kawalerii gwardii i 33 armii I Frontu Białoruskiego.

### Okres PRL
Pod koniec lat 50. powstało w mieście Muzeum dr. Roberta Kocha przy szpitalu powiatowym.

## Dostępność komunikacyjna

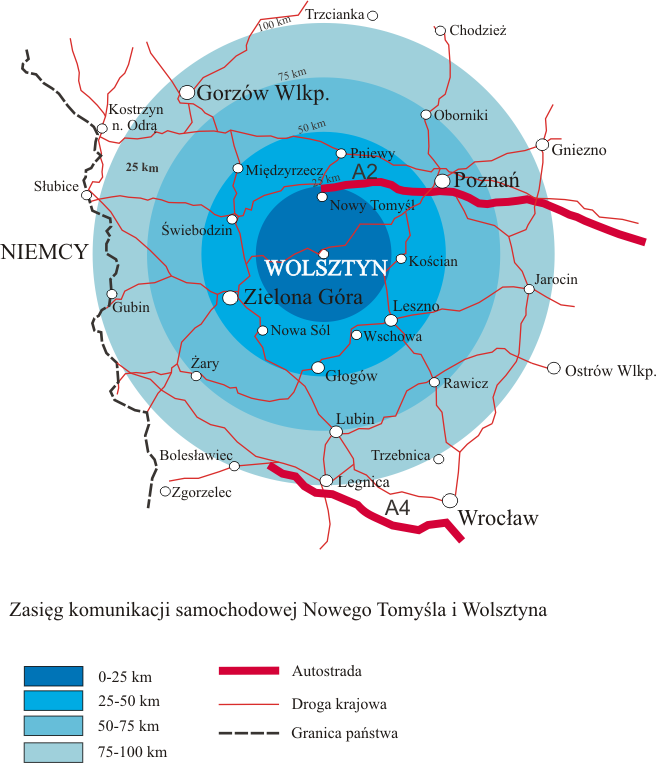
Zasięg komunikacji samochodowej Wolsztyna

Długość dróg powiatu wolsztyńskiego wynosi 650 km. Główną arterią komunikacyjną powiatu wolsztyńskiego jest droga krajowa nr 32 przechodząca przez Wolsztyn, łącząca Poznań z Zieloną Górą.
Poza tym ważnymi szlakami łączącymi Wolsztyn głównie z zachodnim obszarem Wielkopolski są drogi wojewódzkie: 303 (Wolsztyn-Babimost), 305 (Wolsztyn-Nowy Tomyśl) oraz 315 (Wolsztyn-Nowa Sól).
Głównym węzłem transportu drogowego jest przystanek autobusowy w Wolsztynie. Na terenie powiatu wolsztyńskiego swoje usługi świadczą: PKS Zielona Góra, Poznań, i spółka Feniks V – własność PKS Żary.
Linie kolejowe zapewniają dostęp komunikacyjny w układzie regionalnym dla Wolsztyna. Przez Wolsztyn prowadzi linia kolejowa z Poznania oraz z Leszna do Zbąszynka.
Jeszcze kilkanaście lat temu miasto było znaczącym węzłem komunikacji kolejowej, gdyż funkcjonowały linie z 5 kierunków. Z biegiem lat zaczęto wycofywać z użytku kolejne połączenia, czego przykładem było w 1994 r. zaprzestanie kursów do Nowej Soli i Sulechowa.
Około 6 km na zachód od miasta znajduje się lądowisko Powodowo.

## Ludność

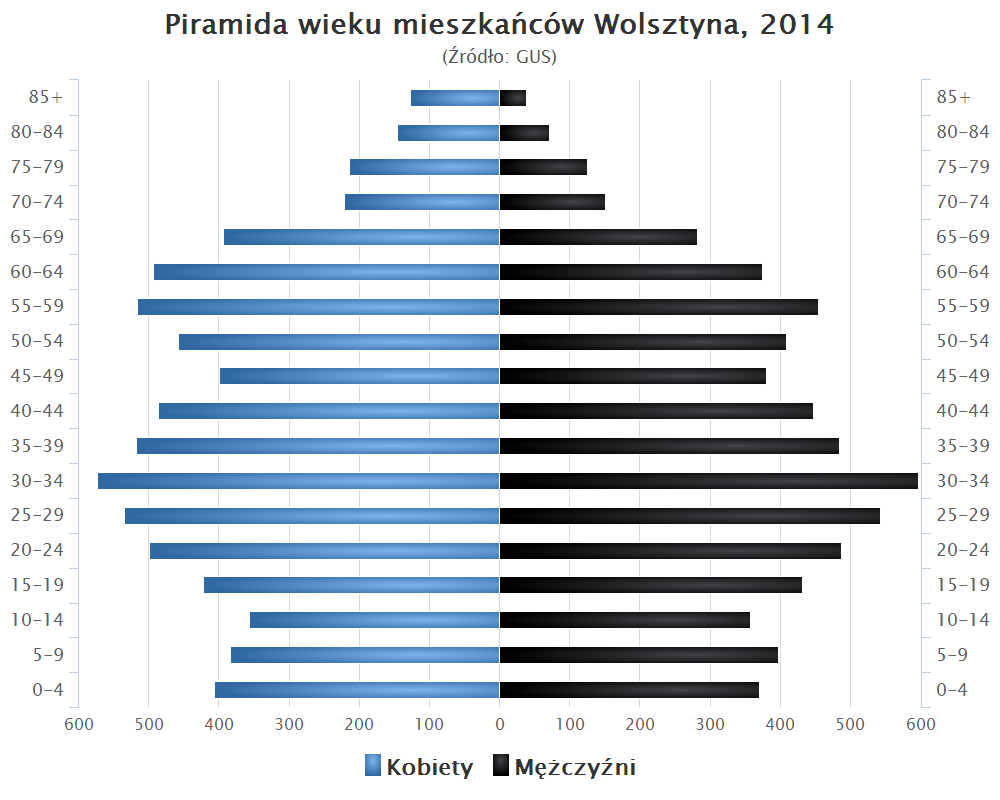
Piramida wieku mieszkańców Wolsztyna w 2014 roku

Źródło:

## Gospodarka
W Wolsztynie funkcjonuje od 2006 roku fabryka światowego koncernu Firestone – produkuje głównie na eksport amortyzatory do autobusów i ciężarówek. Ważnymi pracodawcami są także firmy Nexbau - producent okien i Gorgiel oferujący grzejniki. Działają tutaj także zakład przetwórczy owoców i warzyw, fabryka mebli oraz fabryka akcesoriów metalowych z głównym nastawieniem na eksport bardzo szerokiego asortymentu okuć, zamków, profili metalowych wykorzystywanych w przemyśle meblarskim i metalowym. W okolicach Wolsztyna działają firmy z branży spożywczej.

## Turystyka
Wokół Wolsztyna znajdują się następujące obiekty krajobrazowe:
- Jeziora Zbąszyńskie;
- Pszczewski Park Krajobrazowy;
- Przemęcki Park Krajobrazowy;
- Pojezierze Sławskie;
- Dolina Dojcy (Jezioro Wolsztyńskie i Berzyńskie);
- Bagno Chorzemińskie.

W 2020 roku objęto ochroną kasztanowca zwyczajnego o obwodzie 414 cm rosnącego na zapleczu Muzeum Dr Roberta Kocha

## Sport

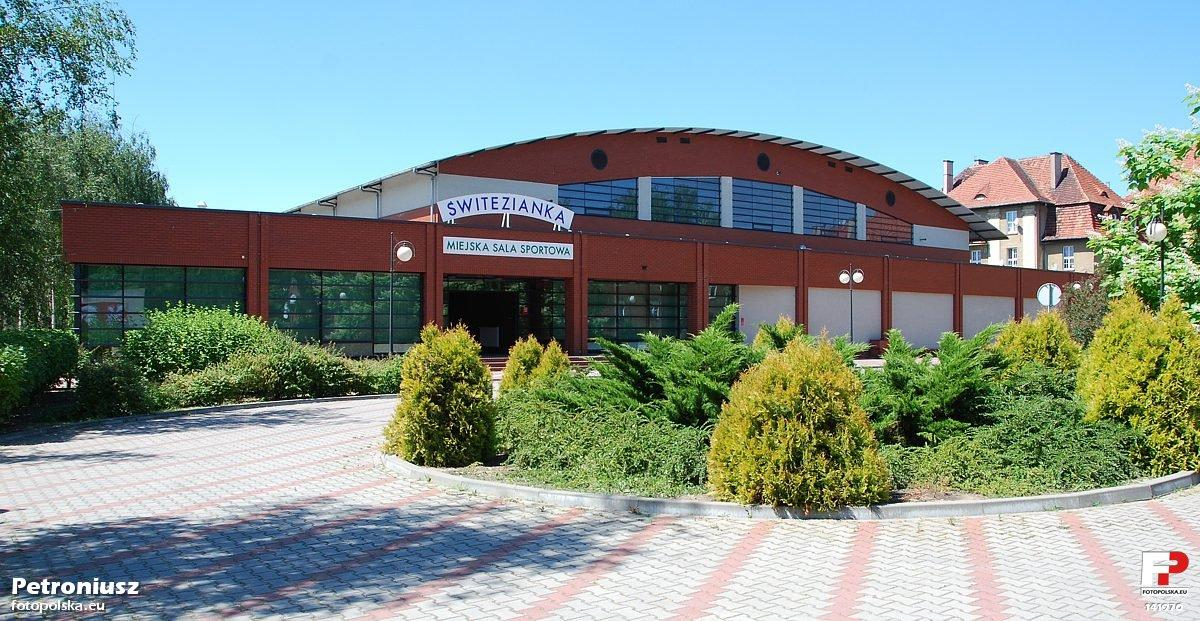
Miejska Hala Sportowa „Świtezianka”

Hala Sportowa „Świtezianka” była miejscem spotkań o charakterze międzynarodowym (m.in. eliminacje grupowe w hokeju halowym kobiet do Mistrzostw Świata w 2007 roku, mecze juniorów reprezentacji Polski i Egiptu w 2004 roku). W mieście odbyły się finały Mistrzostw Świata Women´s U19 WFC 2008. W 2007 roku (wiosną) odbyły się w Wolsztynie rozgrywki o Mistrzostwo Polski Juniorów w piłce ręcznej, w których drugie miejsce zajął zespół KPR Wolsztyniak.
Od 2007 roku na jeziorze wolsztyńskim odbywają się corocznie zawody kajakarskie. W grudniu 2008 roku została oddana do użytku Miejska Pływalnia, na której to od 16 marca 2010 roku rozpoczęły się treningi klubu pływackiego – UKS „3 WODNIK Wolsztyn”. Klub ten reprezentuje powiat wolsztyński m.in. na Grand Prix w Śremie, Mistrzostwach Wielkopolski LZS oraz w licznych zawodach rozgrywanych w Wielkopolsce i woj. lubuskim. W Wolsztynie mieści się również Stadionie Ośrodka Sportu i Rekreacji im. Józefa Piłsudskiego, na którym występuje klub piłkarski Grom Wolsztyn.
Klubami Wolsztyna są m.in.:
- piłkarski Klub Sportowy „Grom” Wolsztyn, założony 7 kwietnia 1945 roku[14]
- Klub Piłki Ręcznej „Wolsztyniak” Wolsztyn, założony 5 listopada 1994 roku i wywodzący się z sekcji piłki ręcznej Gromu Wolsztyn[15]
- UMKS „Iskra” Wolsztyn (lekkoatletyka i badminton)
- MUKS „Kolejarz” APR Wolsztyn (piłka nożna)
- KR „Lokomotywa” Wolsztyn (rugby)
- UKS „3 Wodnik” Wolsztyn (klub pływacki)
- Klub Sportowy Zryw Wolsztyn (klub kajakarski)

W okresie międzywojennym w Wolsztynie istniały:
- „Unitas” Wolsztyn, klub piłkarski założony 1 czerwca 1921 roku, zespół dokonał fuzji z Sokołem 26 sierpnia 1928 roku, występował na dzisiejszym Stadionie Ośrodka Sportu i Rekreacji im. Józefa Piłsudskiego, który został otwarty 14 czerwca 1931 roku, sukcesem klubu jest m.in. IV poziom rozgrywek;
- „Czarni” Wolsztyn, klub posiadający sekcję piłki nożnej, hokeja na lodzie i tenisa, założony 1 lipca 1927 roku;
- Towarzystwo Gimnastyczne „Sokół” Wolsztyn, założone 21 września 1921 roku;
- „Jordan” Wolsztyn, klub szkolny założony 5 stycznia 1919 roku i zlikwidowany w lipcu 1934 roku.

## Zabytki

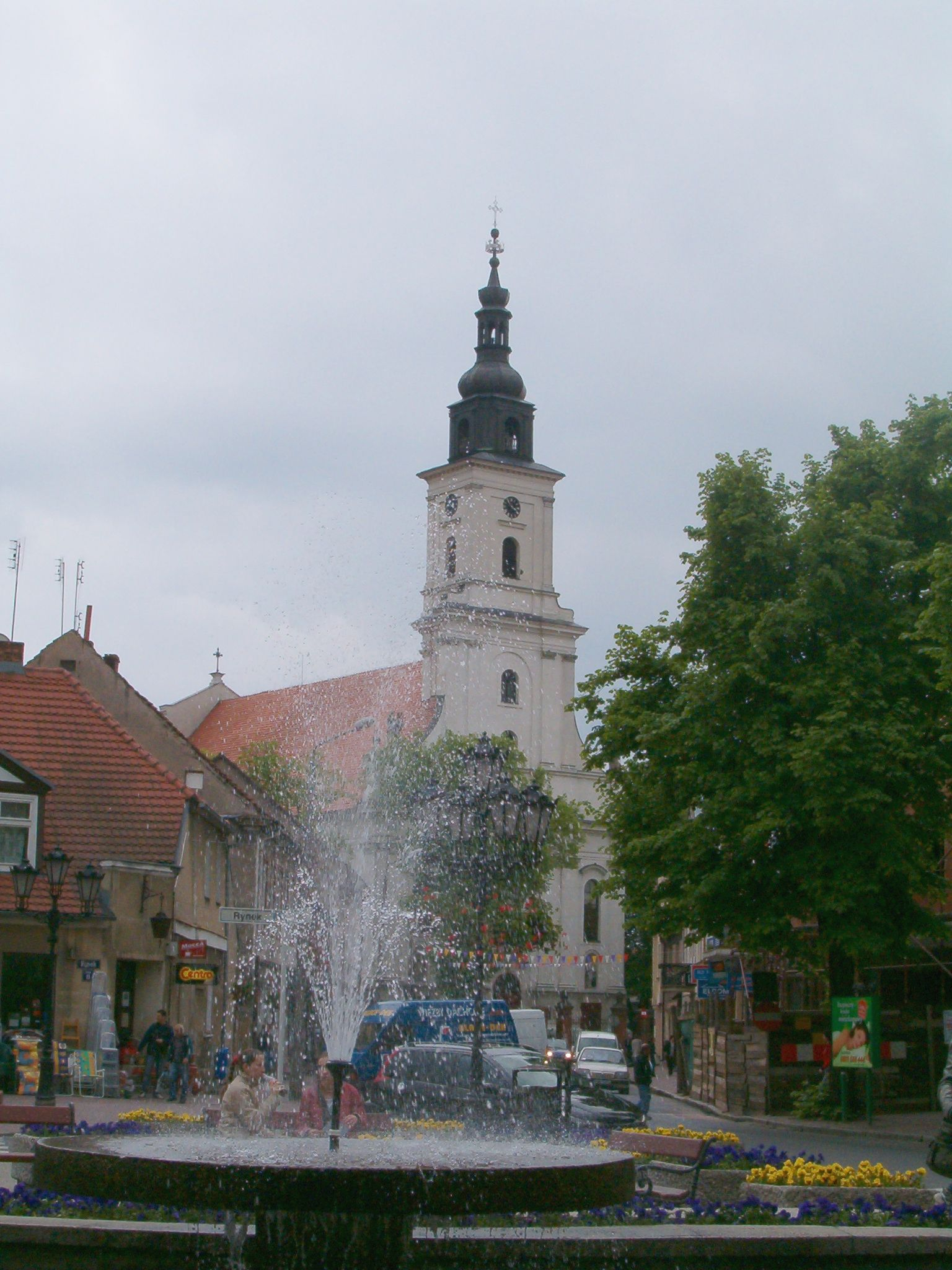
Kościół farny pw. Najświętszej Maryi Panny Niepokalanie Poczętej

- Kościół parafialny pw. NMP (farny) Niepokalanie Poczętej, ul. Kościelna – najcenniejszy zabytek w mieście – późnobarokowy, powstał w II poł. XVIII w. Obecny kształt kościoła jest wynikiem remontów dokonanych w latach 1925 (zakrystia), 1987 (hełm wieży).
- Poewangelicki kościół filialny Wniebowstąpienia Pańskiego.

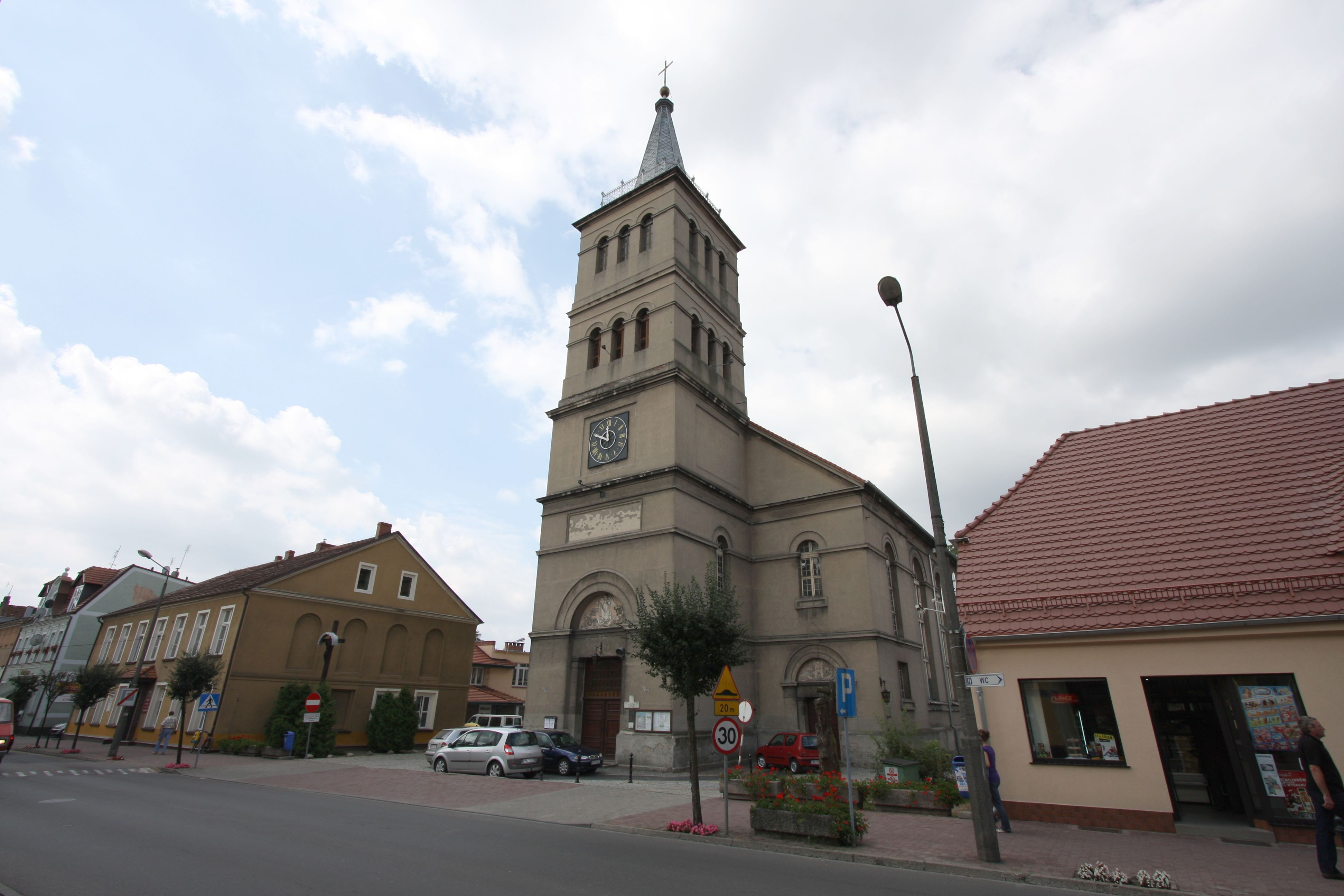
Poewangelicki Kościół Wniebowstąpienia Pańskiego

- Pałac i park, ul. M. Drzymały 12 – zabytkowy park nad Jeziorem Wolsztyńskim w stylu angielskim z rzadkimi gatunkami drzew (miłorząb dwuklapowy, dąb), w którym stoi pałac neoklasycystyczny z początku XX wieku. Obecnie pałac jest zamknięty.
- Izba pamięci Roberta Kocha, ul. Roberta Kocha 12 – budynek dawnego szpitala, w którym pracował Robert Koch, laureat Nagrody Nobla. Obecnie znajduje się tu muzeum dr Roberta Kocha.
- Skansen Budownictwa Ludowego Zachodniej Wielkopolski, ul. Bohaterów Bielnika 26 – znajduje się tu kilka typowych dla tego regionu wiejskich zagród wraz z wyposażeniem wnętrz, m.in. karczma z 1706 r., stodoła zrębowa, stajnia z wozownią, studnia zrębowa, chałupa parobka, zrębowa chata, obora z wozownią oraz wiatrak „Koźlak” z 1603 r.
- Muzeum Regionalne im. Marcina Rożka, ul. 5 Stycznia 34 – mieszkał tu znany rzeźbiarz i malarz Marcin Rożek. Jest on autorem m.in. pomnika Bolesława Chrobrego w Gnieźnie i Siewcy w Luboniu. W muzeum prezentowane są pamiątki po artyście oraz materiały dotyczące historii Wolsztyna i okolic. W ogrodzie zachowało się kilka rzeźb artysty.
- Synagoga z 1842 r., spłonęła 30 grudnia 2009 r.
- Parowozownia Wolsztyn

## Parowozownia

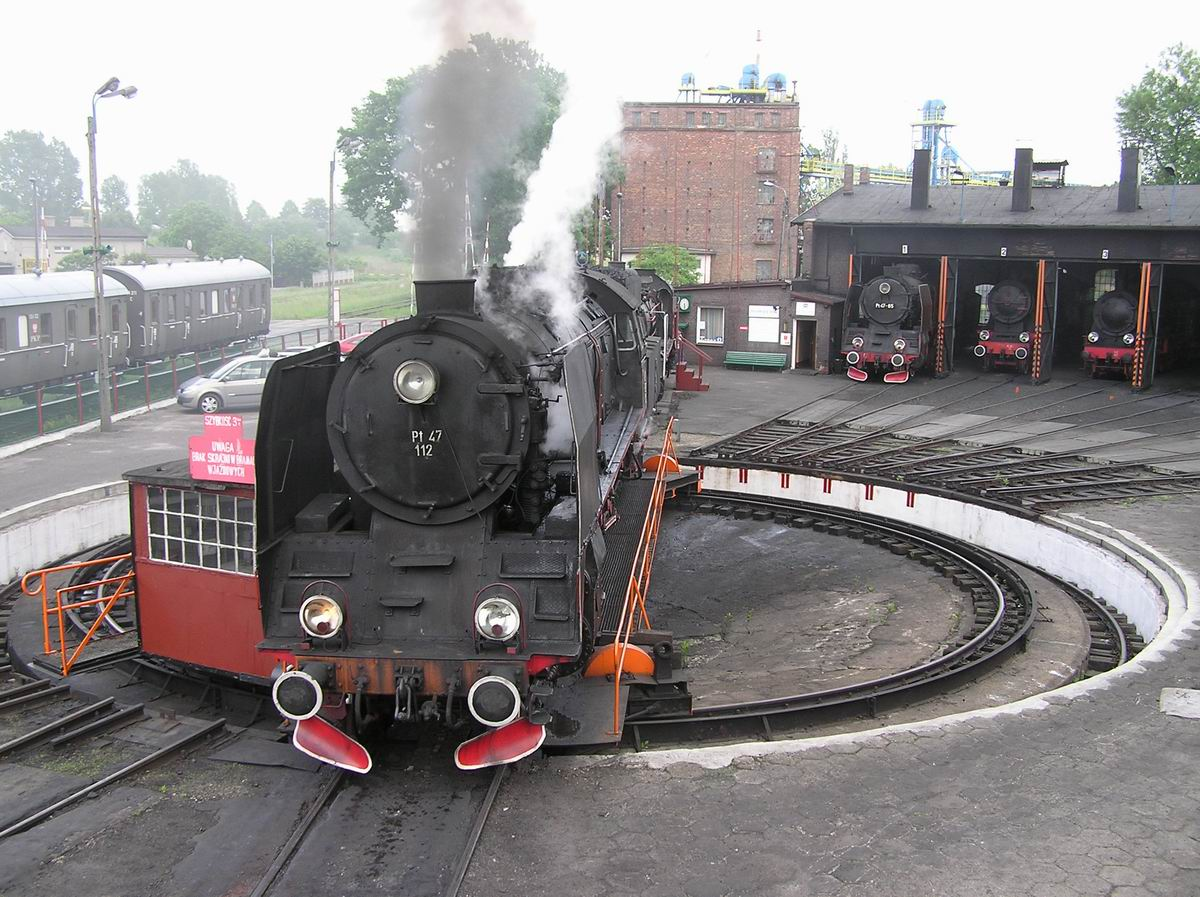
Parowozownia w Wolsztynie

- Parowozownia Wolsztyn (ul. Fabryczna) – jedyny obiekt w Europie, gdzie parowozy normalnotorowe (przystosowane do jazdy po torze o standardowej szerokości 1435 mm) obsługują planowy ruch pasażerski. Znajduje się tutaj ok. 30 sztuk tych pojazdów, m.in. unikalna lokomotywa Ok1, Ok22, oraz zabytkowe wagony. Najcenniejszym eksponatem jest parowóz Pm36, z 1937 r. wyprodukowany w fabryce w Chrzanowie, który potrafi osiągać szybkość do 130 km/h. Parowozy prawie codziennie prowadzą planowe pociągi osobowe. W dni robocze kursują na trasie do Leszna, w soboty do Poznania. Czasami organizowane są również przejazdy retro i specjalne pociągi okolicznościowe. Parowozownia jest dostępna dla turystów całorocznie i całodobowo. Co roku na przełomie kwietnia i maja ma miejsce „Parada Parowozów” oraz w okolicach maja organizowane jest widowisko "Światło, Para Dźwięk". Jubileuszową paradę w 2007 roku obejrzało ponad 20 tysięcy turystów[16].

## Związani z Wolsztynem
Z dziejami Wolsztyna związali swe życie m.in.:
- Józef Hoene-Wroński – filozof i matematyk urodzony w Wolsztynie w 1776 r.[1]
- Robert Koch – uczony, lekarz, laureat Nagrody Nobla. W latach 1872–1880 jako skromny lekarz powiatowy w Wolsztynie dokonał swych pierwszych odkryć[1], wykrył zarazek wąglika, który dziesiątkował wówczas bydło. Później, znany już w medycynie i świecie nauki, pracując w Berlinie odkrył prątki gruźlicy.

## Instytucje oświatowe
- Szkoły:
  - Szkoła Podstawowa nr 1
  - Szkoła Podstawowa nr 2
  - Szkoła Podstawowa nr 3
  - Szkoła Podstawowa nr 5
  - Zespół Szkół Specjalnych w Wolsztynie
  - Zespół Szkół Zawodowych im. Marcina Rożka
  - Zespół Szkół Ogólnokształcących i Profilowanych im. Marii Skłodowskiej-Curie*
- Biblioteki:
  - Biblioteka Publiczna Miasta i Gminy Wolsztyn
  - Biblioteka Pedagogiczna Poznań – oddział Wolsztyn

## Wspólnoty wyznaniowe
- Kościół rzymskokatolicki:
  - parafia św. Józefa Opiekuna Kościoła Świętego
  - parafia Najświętszej Maryi Panny Niepokalanie Poczętej
- Kościół Zielonoświątkowy:
  - Zbór w Wolsztynie
- Świadkowie Jehowy:
  - zbór Wolsztyn (w tym grupa ukraińskojęzyczna) – Sala Królestwa ul. Fabryczna 11[17]

## Miasta partnerskie
- Lubin (Niemcy)
- Domont (Francja)
- Maasbree (Holandia)
- Neunkirchen (Niemcy)
- Bad Bevensen (Niemcy)
- Mór (Węgry, od 2016)[18]